# Euphorbia gilbertiana
Euphorbia gilbertiana là một loài thực vật có hoa trong họ Đại kích. Loài này được Bisseret & Specks mô tả khoa học đầu tiên năm 2007.